# Anthaxia triangularis
Anthaxia triangularis es una especie de escarabajo del género Anthaxia, familia Buprestidae. Fue descrita científicamente por Gory en 1841.

## Distribución
Habita en el Neártico, Neotrópico, región indomalaya, Paleártico y región afrotropical.